# NGC 5420
NGC 5420 (другие обозначения — MCG -2-36-6, IRAS14012-1422, PGC 50121) — спиральная галактика (Sb) в созвездии Дева.
Этот объект входит в число перечисленных в оригинальной редакции «Нового общего каталога».
В галактике вспыхнула сверхновая SN 2005N типа Ib/c, её пиковая видимая звездная величина составила 18,8.